# Ethan Frome - La storia di un amore proibito
Ethan Frome - La storia di un amore proibito (Ethan Frome) è un film del 1993 diretto da John Madden.
Film drammatico basato sul romanzo omonimo (Ethan Frome) di Edith Wharton del 1911.

## Trama
Il giovane reverendo Smith di Boston arriva a Starkfield, una piccola città di campagna. Nota che un uomo disabile, Ethan Frome, è isolato dalla comunità. Smith incoraggia i suoi parrocchiani a essere caritatevoli. Una parrocchiana, in seguito, gli racconta la storia di Ethan Frome.
Ethan viveva con la sua anziana madre. Assunse una lontana cugina, Zeena, per aiutarla nelle faccende domestiche. Quando la madre morì, Ethan e Zeena si sposarono. Cinque anni dopo, Zeena, ammalata e irascibile, fece venire sua cugina Mattie, lei stessa in cattive condizioni di salute. Un anno dopo, Mattie si era trasformata in una ragazza bella, felice e sana ammirata da tutti i giovani. Ma il cuore di Mattie ospitava teneri sentimenti nei confronti di Ethan, che lei cercava di nascondere come meglio poteva. Durante un ballo di campagna, Ethan si rese conto di essere innamorato di lei. Zeena dovette assentarsi per due giorni per consultare un medico, Ethan e Mattie si ritrovarono soli in casa per due giorni. Presto sarebbe scoppiato un dramma.